# 土瓶草
土瓶草（學名：Cephalotus follicularis），為土瓶草科唯一屬土瓶草屬唯一种，生长在澳大利亚西南部，是一种食虫植物。

## 簡介
土瓶草生有两种叶子，一种和普通叶子一样可以进行光合作用，另一种为捕虫用的瓶罐形叶子，内有消化液，外面有一个盖子，防止雨水流入稀释消化液，盖子上有透明的斑点，类似蓝天的效果，以迷惑虫子。
土瓶草以前被分到虎耳草科，属于蔷薇目，1998年根据基因亲缘关系分类的APG 分类法将其单独列为一个科，放到酢浆草目下面。
虽然土瓶草是食虫植物，但有一种澳大利亚特有的蝇子却将蛹放在土瓶草的瓶叶中孵化。
目前土瓶草已经被世界各地作为栽培观赏植物引种。
土瓶草如果在阳光直射下，颜色鲜艳；如果生长在光照充足的阴影中，则成为绿色。

## 圖片

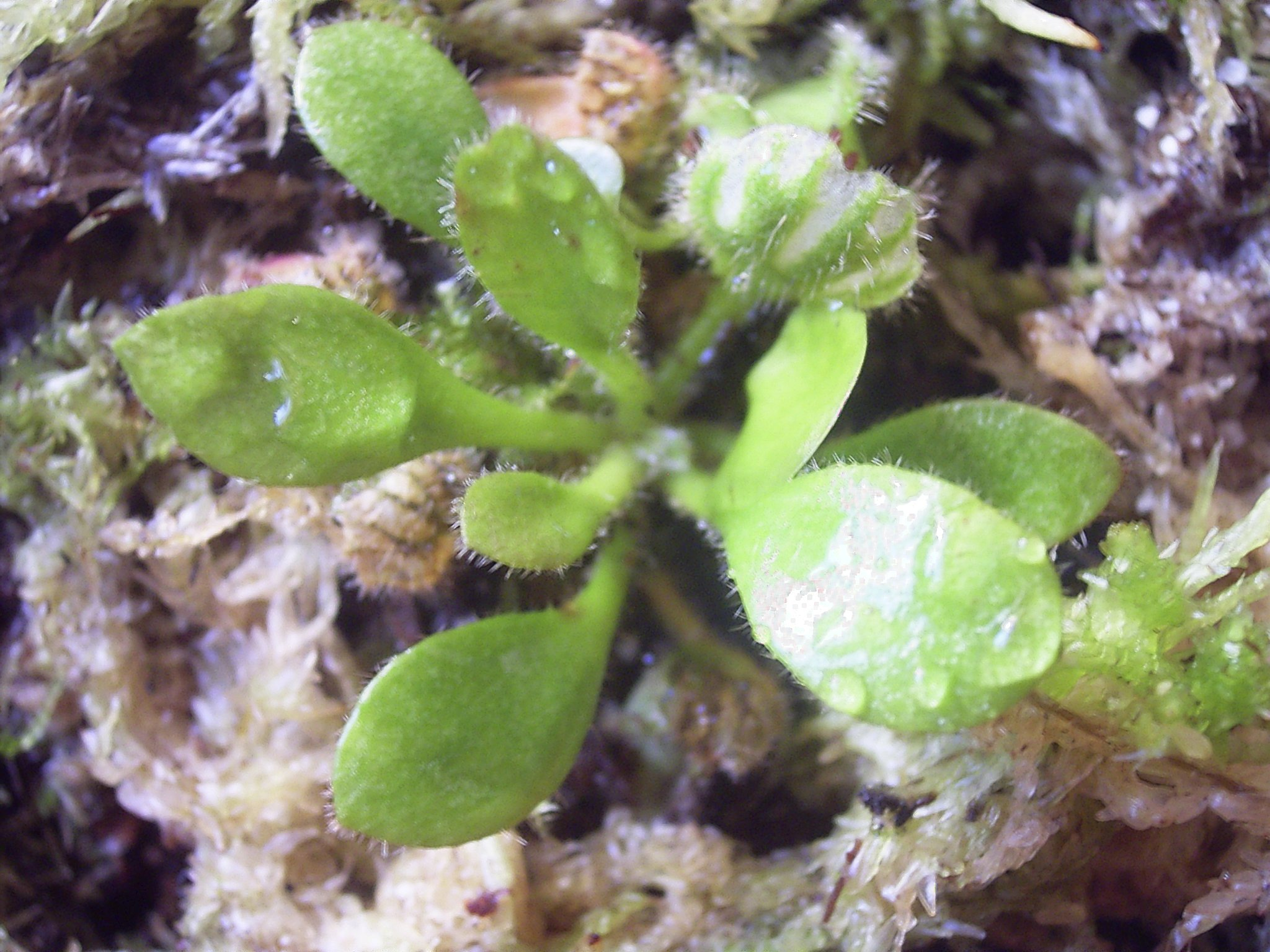
土瓶草的幼苗
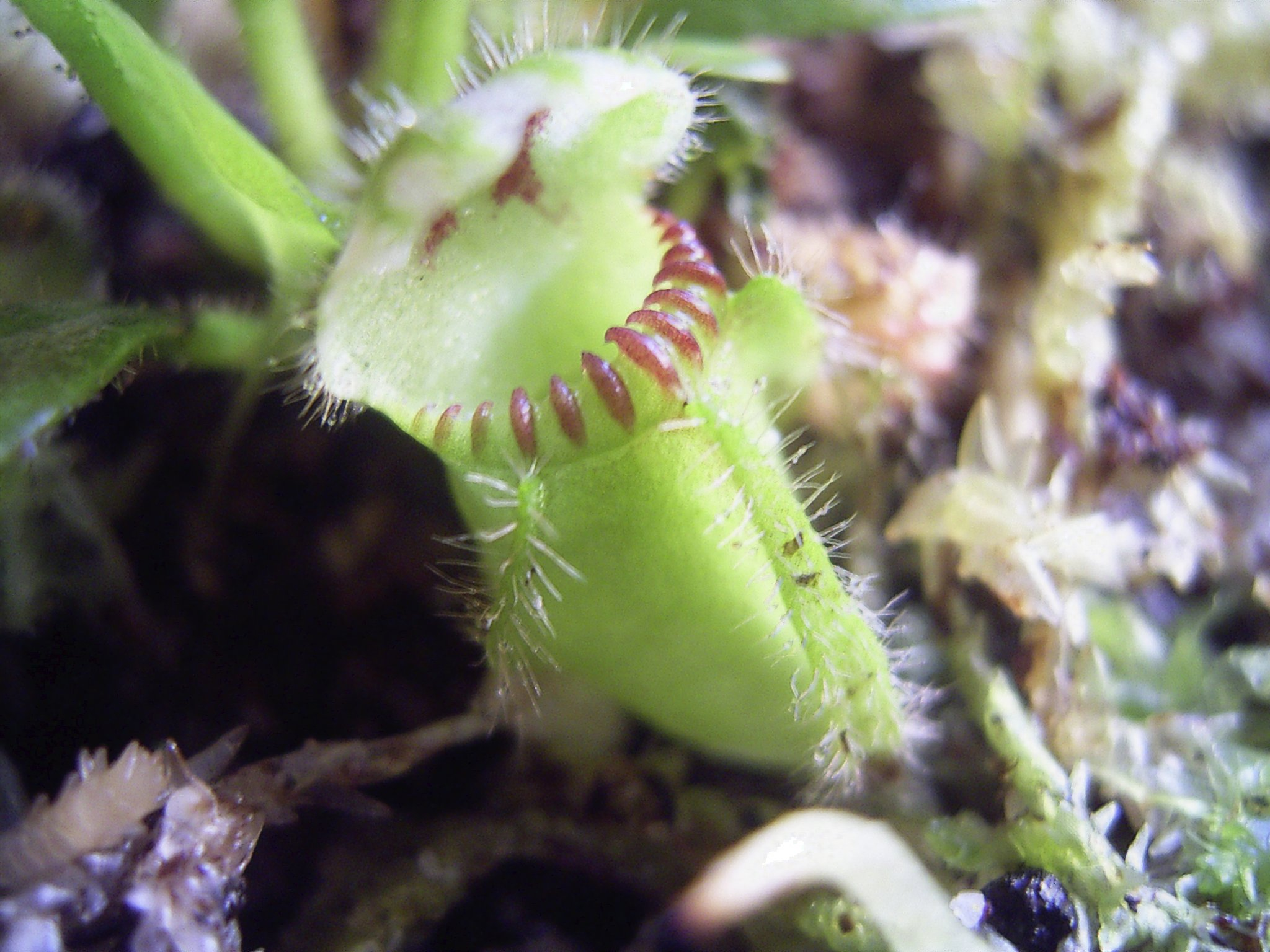
土瓶草的成株
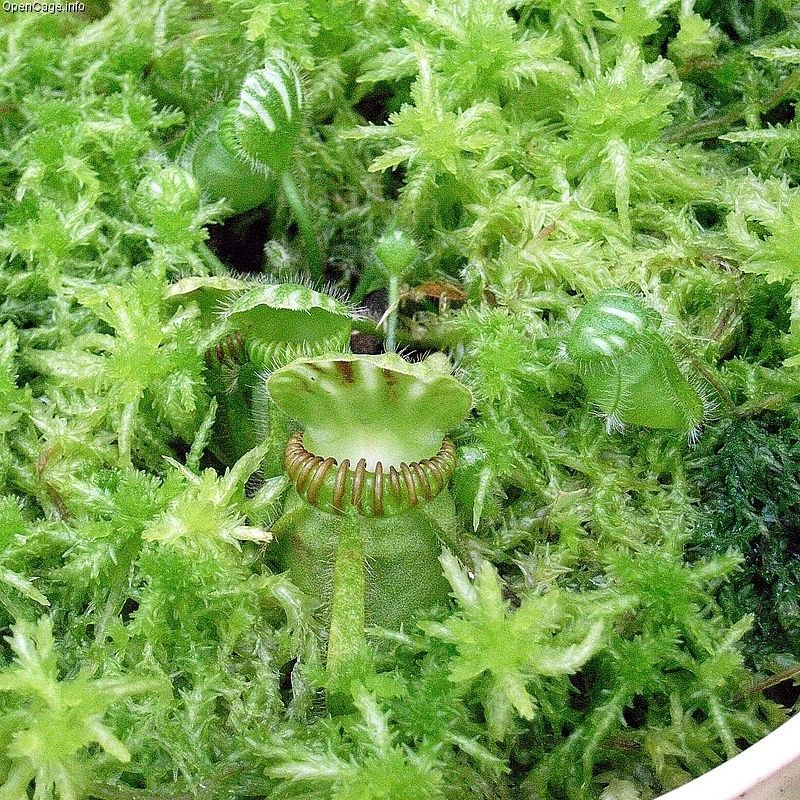
活水苔與土瓶草